# Верхов'є (Будницьке сільське поселення)
Верхов'є (рос. Верховье) — присілок Велізького району Смоленської області Росії. Входить до складу Будницького сільського поселення.
Населення — 11 осіб (2007 рік).